# Facultad de Ciencias de la Educación y Comunicación Social
La Facultad de Ciencias de la Educación y de la Comunicación Social (FCECS) es una de las catorce unidades académicas que conjuntamente forman parte de la estructura central de la Universidad del Salvador. 

## Historia
Su historia se remonta a los pioneros cursos de técnica y cultura cinematográfica, que se desarrollaban en el Instituto Filmológico de la USAL a finales de la década de 1950. Los mismos continuarán en la Escuela de Televisión creada en la universidad a mediados de 1967, cuyo primer Director fuera uno de los más destacados impulsores del desarrollo de la televisión en la Argentina, el Padre Héctor Grandinetti S.J. Paralelamente, en 1960 se inaugura la carrera de Artes y Técnicas Publicitarias en el ámbito de la Facultad de Historia y Letras.
Por otra parte, a fines de 1965 se crea el Departamento de Ciencias de la Educación. El Ciclo Pedagógico, propuesto y diseñado curricularmente por quien fuera Rector de la Universidad, el Padre Ismael Quiles S.J., y en el cual éste desarrollara incansablemente su memorable cátedra de Filosofía de la Educación, permite alcanzar el título de Profesor a los graduados de las distintas carreras de grado de la Universidad del Salvador y también de otras casas de estudio.
El 20 de febrero de 1973 se integran el Departamento de Ciencias de la Educación, la Escuela de Televisión y la Escuela de Artes y Técnicas Publicitarias en la pionera Escuela de Educación y Comunicación Social. Finalmente, el 6 de octubre de 1976, dicha Escuela pasa a denominarse Facultad de Ciencias de la Educación y de la Comunicación Social, y la Prof. María Mercedes Terrén asume como primera Decana.
El 5 de abril de 1979 se crea la Carrera de Periodismo y, a fines del mismo año, el Instituto de Teleducación, cuyos objetivos eran la investigación y la extensión universitaria. La denominación actual del mismo es Instituto de Investigación en Ciencias de la Educación y la Comunicación. Asimismo, se establece un Ciclo Básico Común que permite la obtención del título intermedio de Analista en Medios de Comunicación Social tras aprobar el tercer año. Se abren luego las especializaciones en Publicidad y en Periodismo para alcanzar los respectivos grados académicos de Bachiller Superior y Licenciado. La unidad académica, vanguardia en el campo de la comunicación, presenta en 1992 el primer Doctorado en Comunicación Social de América Latina. En 1996 se crea la Maestría en Comercialización y Comunicación Social y el Ciclo de Licenciatura en Organización y Conducción Educativa, así como la Maestría en Organización y Gestión Educativa en 1998.
A partir del año 2002 se realiza una profunda reforma curricular que abarca las carreras de grado (reformulando íntegramente los contenidos y llevando la duración de las carreras a cuatro años a través de una innovadora articulación en ciclos de dos años), el Ciclo Pedagógico y los posgrados. Las tradicionales licenciaturas de Publicidad y Periodismo se rediseñan totalmente en los aspectos curriculares. El pregrado otorga el título de Bachiller Universitario en Comunicación Social (con orientación en Publicidad o en Periodismo) incorporando al plan de estudios materias orientativas en el segundo año de las Carreras. Los ciclos superiores para obtener las licenciaturas en Publicidad y en Periodismo, también estructurados en dos años, se modernizan incorporando materias electivas, a través de las cuales los futuros profesionales pueden darle un perfil determinado a su formación de grado.
Además, se desarrollan las carreras de posgrado, tanto maestrías como doctorado, de dos años de duración. A diez años de su concepción, se actualiza la currícula del Doctorado en Ciencias de la Comunicación Social y se crean la Maestría en Periodismo de Investigación y la Maestría en Marketing Político, pioneras ambas en el ámbito latinoamericano. Ese mismo año se procede a la actualización del plan de estudios del Ciclo Pedagógico (Ciclo de Formación Docente para Profesionales) en virtud de su creciente demanda con la apertura del mismo a profesionales provenientes de universidades de gestión privada y estatal, tanto argentinas como extranjeras.
En 2003 se realiza la actualización curricular de la Maestría en Organización y Gestión Educativa y de la Maestría en Comercialización y Comunicación Social, cuya reforma determina como resultado, en 2004, la concepción de la Maestría en Comercialización y Comunicación Publicitaria.Ese mismo año, atendiendo las crecientes necesidades de articulación con el nivel superior no universitario, se desarrollan los Ciclos de Licenciatura en Publicidad y en Periodismo. Estos últimos, a partir de 2004, se dictan en la sede Centro y por convenio con Institutos Terciarios en diversas sedes del interior del país.
También por convenio con la Universidad Columbia del Paraguay y con FUNPEI, se inicia en 2004 el dictado conjunto en Asunción y en Rosario de la Maestría en Comercialización y Comunicación Social. La constante actualización de la oferta educativa de la Facultad se renueva en 2004 con la creación de la carrera de Licenciatura en Relaciones Públicas, la cual se articula con la estructura curricular del pregrado para las licenciaturas en Publicidad y Periodismo. Asimismo, a partir de 2006, se aprueba el respectivo ciclo de articulación para egresados terciarios en Relaciones Públicas. En 2005, también por convenio con la Universidad Columbia del Paraguay se dicta en Asunción la Maestría en Organización y Gestión Educativa. Entre Entre 2006 y 2009 la FCECS sufrirá un importante crecimiento. 
Actualmente, la unidad académica se encuentra desarrollando numerosos proyectos: a partir del año 2013 se producirá una total reforma estructural de los Planes de Estudio de las carreras de comunicación social: Publicidad, Periodismo y Relaciones Públicas. Esta reforma no solamente implica un cambio curricular de asignaturas, sino también la redefinición del paradigma educativo de la unidad, incluyendo no solamente clases expositivas, sino la instauración de un Plan de Calidad Académica integral que incluirá la implementación de las áreas de Formación y Capacitación Docente, Investigación Aplicada, Muestreo de Evaluación, Seguridad en el Aula, Unificación de Planes, entre otros segmentos de trabajo.
Asimismo, a partir del año 2013, se integrarán a la FCECS todos los programas de educación de la USAL, con el objetivo de constituir una Escuela de Educación en la Facultad de Ciencias de la Educación y de la Comunicación Social. Funcionarán inicialmente la Maestría en Educación, la Licenciatura en Educación, La Licenciatura en Pedagogía Social, La Licenciatura en Educación Especial, el Doctorado en Educación, el Ciclo Pedagógico Universitario (en modalidad presencial y semipresencial)y diversos postítulos y programas de Educación a Distancia.

## Decanos de la FCECS
| Dra María Mercedes Terrén    | 1976-2002 |
| Dr Gustavo Martínez Pandiani | 2002-2009 |
| Mag Julio Piñero             | 2009-2011 |
| Dr Máximo Paz                | 2012-2024 |

## Propuesta Pedagógica
La FCECS ha sido pionera en la enseñanza de programas relacionados con la comunicación social. Su plan 1988 y 2003 fueron innovadores, enseñando a más de 30 mil alumnos durante 33 años de vida las artes y técnicas relacionadas con los medios de comunicación. Actualmente todas sus carreras cuentan con planes de estudios actualizados y totalmente renovados. Las carreras de grado que se dictan en la unidad académica son:
- Licenciatura en Periodismo
- Licenciatura en Periodismo Deportivo
- Licenciatura en Publicidad
- Licenciatura en Relaciones Públicas
- Licenciatura en Ciencias de la Comunicación (con orientaciones en Comunicación Política, Comunicación Digital, Gestión de medios y Entretenimientos)
- Licenciatura en Ciencia de la Educación
- Licenciatura en Educación Especial
- Licenciatura en Pedagogía Social

## Profesorados y formación docente
- Ciclo Pedagógico Universitario para profesionales (modalidad preencial y semipresencial)
- Profesorado Universitario en Educación Especial con orientación en Discapacidad intelectual
- Profesorado Universitario en Educación Especial con orientación en Sordos e Hipoacúsicos

## Postítulos de formación docente
- Postítulo de Especialización Superior en Dirección de Instituciones Educativas (presencial y a distancia)
- Postítulo de Especialización Superior en Actualización Académica en Educación Especial para la Inclusión Integral de Personas con discapacidad

## Estudios de Posgrado
- Doctorado en Ciencia de la Educación
- Maestría en Comunicación Corporativa e Institucional
- Maestría en Comercialización y Comunicación Publicitaria
- Maestría en Marketing Político
- Maestría en Periodismo de Investigación
- Maestría en Dirección de Instituciones Educativas